# Pi de Peixerani
El pi de Peixerani (Pinus uncinata) és un dels arbres monumentals que es troba al terme municipal de la Vall de Boí (l'Alta Ribagorça). És el pi negre de tronc i de capçada més grossos i un dels pins més gruixuts de Catalunya. Està localitzat al barranc de Peixerani, d'on li ve el nom, vora l'estany Llong.

## Dades descriptives
- Perímetre del tronc a 1,30 m: 5,21 m.
- Perímetre de la base del tronc: 6,63 m.
- Alçada: 17,24 m.
- Amplada de la capçada: 17,39 m.
- Altitud sobre el nivell del mar: 2.036 m.[2]

## Entorn
Es troba en una torbera amb rierol, on hi ha una bella pineda de pi negre amb herbatge format per nabius, nerets, bruguerola, flor de pastor, regalèssia de muntanya, falzia prima, espunyidella groga i esfagne. Quant a la fauna, es localitza l'ànec collverd a l'estany Llong i, en prats i bosc amunt, el corb, el gaig, el trencapinyes i altres espècies que no són fàcils d'observar tot i ser-hi comunes, com és el cas del gall fer comú, la merla d'aigua, el senglar, l'isard i el cabirol.

## Estat general
Presenta bifurcació a l'àpex o ull de creixement. Tot i viure en condicions de fred extremes, tindre un període vegetatiu curt i presentar un aspecte sofert, amb certa part de la capçada seca i envellida, es troba en un estat de regressió lent, però no alarmant. Hi ha molt pocs pins negres remarcables a Catalunya i aquest és, de segur, el més gran i impressionant de tots. És probablement l'únic o dels únics arbres remarcables que creixen a més de 2.000 metres d'altitud. Es troba tot sol al mig d'un prat, cosa que ha propiciat que al llarg dels anys hagi rebut diversos llamps que li han danyat la capçada.